# Dwór w Warkoczu
Dwór w Warkoczu – zabytkowy dwór wybudowany w miejscowości Warkocz.
Oprócz dworu z drugiej połowy XVIII w., przebudowanego na początku XIX w. i w XX w. w skład zespołu dworskiego wchodzi park, stworzony po 1820 r.